# Sauce Choron
La sauce Choron est une sauce béarnaise à laquelle le cuisinier ajoute des tomates à l'étouffée à la fin de la préparation. 

## Origine
Son appellation vient du chef français Alexandre Étienne Choron, qui l'inventa par un hasard culinaire, ou un mélange non attendu de « béarnaise ».

## Préparation
La sauce se prépare à partir d'un sabayon (jaunes d'œufs battus et eau chauffés au bain-marie, auxquels on ajoute du beurre clarifié), additionné de concassé de tomates et de basilic. Elle doit être ferme.

## Utilisation
Elle convient idéalement pour accompagner les morceaux de bœuf grillés ou rôtis, comme le tournedos.
On peut également la marier avec certains poissons ou les coquilles Saint-Jacques.